# Stenotis mucronata
Stenotis mucronata là một loài thực vật có hoa trong họ Thiến thảo. Loài này được (Benth.) Terrell mô tả khoa học đầu tiên năm 2001.